# آرشاک پولادیان
آرشاک پولادیان (انگلیسی: Arshak Poladian؛ زادهٔ ۱۵ مهٔ ۱۹۵۰) دیپلمات اهل ارمنستان است. وی سفیر پیشین جمهوری ارمنستان در کشورهای سوریه و اردن بود.